# Яхно, Денис Юрьевич
Дени́с Ю́рьевич Яхно́ (бел. Дзяніс Юр'евіч Яхно; род. 20 ноября 1992, Гомель) — белорусский футболист, нападающий клуба «Лесхоз».

## Карьера
Воспитанник гомельского футбола, первый тренер — Валерий Потапович Яночкин, который ныне работает старшим тренером ФК «Гомель».
В 2006—2008 годах играл за различные юношеские команды ФК «Гомель». В 2009 году, в возрасте 16 лет, начал играть за резервную команду клуба. Осенью 2009 года выпустился из центра подготовки резерва при ФК «Гомель» и 17 ноября 2009 года заключил трёхлетний профессиональный контракт с клубом.
Дебютировал за ФК «Гомель» 1 мая 2010 года в матче Первой Лиги против «Полоцка», выйдя на замену на 6 минут. В сезоне 2010 года поучаствовал ещё в 4 матчах, во всех появлялся в игре с замены. В 2011 и 2012 году играл за резервный состав «Гомеля», за два года сыграв в первенстве дублеров 47 игр, забив при этом 13 мячей и отдав 8 голевых передач. В 2012 году стал вместе с партнерами по команде победителем турнира дублирующих составов. В конце 2012 года перенес операцию на паховых кольцах, из-за чего не доиграл сезон и до конца. Восстанавливался около 2 месяцев.
В феврале 2013 продлили контракт с «Гомелем» ещё на 2 года. 8 апреля 2013 года дебютировал в Высшей Лиге, выйдя на замену в матче против новополоцкого «Нафтана». В конце июля был близок к переходу в другой клуб на правах аренды, но получил травму и переход не состоялся. 3 августа перенёс повторную операцию на паховых кольцах, срок восстановления составил по меньшей мере 3 месяца. Таким образом, сезон 2013 года для футболиста был фактически завершён.
В феврале 2014 года был отдан в аренду в «Городею». В июле покинул клуб и вскоре стал игроком «Гомельжелдортранса».
В декабре 2014 года, по окончании срока аренды, вернулся в «Гомель». Значительную часть сезона 2015 пропустил из-за травм, в чемпионате сыграл всего в шести матчах. В сезоне 2016, когда команда играла в Первой лиге, вновь продолжительный период времени не играл из-за травмы, лишь только в конце сезона стал появляться на поле. В начале 2017 года покинул команду.
В августе 2017 года стал игроком клуба «Осиповичи». В начале 2018 года присоединился к речицкому «Спутнику».
В январе 2019 года перешёл в гомельский «Локомотив», однако не был заявлен на сезон 2019. В начале 2020 года присоединился к светлогорскому «Химику», где стабильно появлялся в основе.
В апреле 2021 года стал игроком клуба Второй лиги «Бумпром», покинул команду в марте 2022 года.

## Сборная
Активно призывался в различные юношеские и молодёжные сборные Беларуси, начиная с шестнадцатилетнего возраста.